# スリムビューティハウス
スリムビューティハウスは、東京都渋谷区に本社を置くエステティックサロンである。

## 概要
運営するのは株式会社スリムビューティハウス。同業界大手の1社であり全国に直営店舗100店を展開している。
エステサロンの他、オリジナルブランド化粧品や健康食品の販売、男性エステ、育毛サロンなども手掛ける。

## 歴史
1980年、東京都新宿区西早稲田にて早稲田美容研究所を開設。元々は針灸治療院が始まりで、後に東洋美容をヒントにエステティックサロン「スリムビューティハウス」を開設する。

## CM
以前、テレビCMで細川ふみえを起用した際、映像をCGで制作し放映した。2010年2月20日よりビビアン・スーを起用したCMがオンエア。2012年2月23日からは韓国人歌手のキム・ヒョンジュンを起用したCM「恋するキム・ヒョンジュン」篇が放映開始となっている。

## その他
ミス日本コンテストに協賛し、ミス日本候補者の推奨エステとしても活動している。